# Platygastroidea

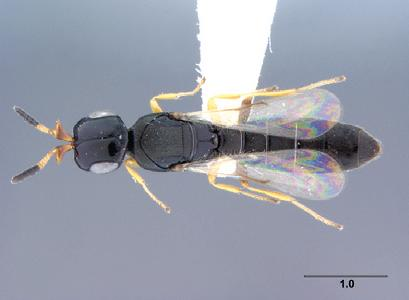
Platyscelio africanus

Platygastroidea (Платигастроидные наездники) — надсемейство подотряда стебельчатобрюхие отряда перепончатокрылые насекомые Hymenoptera, включающее мельчайших представителей всего класса насекомые. Включает около 4 000 описанных видов, распространенных по всему миру. Большинство видов мелкие и, даже, микроскопические (от 0,5 до 10 мм). Надсемейство Platygastroidea (иногда неправильно называемое Platygasteroidea) в прошлом часто трактовалось в составе надсемейства Proctotrupoidea, но с 1977 года большинство систематиков выделяют его в отдельную самостоятельную группу.

## Биология
Это паразитические насекомые, откладывающие свои яйца в тело хозяев (насекомых и других членистоногих). В случае заражения яиц хозяев называются яйцеедами.

## Значение
Многие виды используются в биологическом методе борьбы с насекомыми-вредителями. Среди хозяйственно важных видов теленомусы — Telenomus verticillatus Kieff., используемый для борьбы с сосновым шелкопрядом и Telenomus laeviusculus Ratz. — с кольчатым шелкопрядом. Кроме того, в сельскохозяйственной литературе теленомусами иногда называют представителей другого рода сцелионид — Trissolcus vassilievi Mayr. и Trissolcus semistriatus Nees, используемых в биологической борьбе с клопом вредной черепашкой.

## Классификация
Существовало три концепции надсемейства. Первоначально выделяли только одно семейство Platygastridae s.l. с включением в него всех Scelionidae. Традиционно большинство авторов выделяли 2 семейства (Platygastridae и Scelionidae), а по третьей концепции выделяли 4 семейства: Platygastridae, Scelionidae, Nixoniidae и Sparasionidae.
- Platygastridae Haliday, 1833 (1100 видов, 80 родов)
  - Platygastrinae
  - Sceliotrachelinae
- Scelionidae Haliday, 1839 (3000 видов, 160 родов)
  - Baeinae
  - Scelioninae
  - Teleasinae
  - Telenominae: теленомусы и др.

В 2021 году в результате интегративного молекулярно-филогенетического анализа признано 8 семейств, среди которых 2 новых: Geoscelionidae stat.rev., Janzenellidae fam.nov., Neuroscelionidae fam.nov., Nixoniidae stat.rev., Platygastridae stat.rev., † Proterosceliopsidae, Scelionidae stat.rev., Sparasionidae stat.rev.
- Geoscelionidae Engel & Huang, 2017
  - † Archaeoscelio, † Cobaloscelio, † Geoscelio, Huddlestonium, Plaumannion
- Janzenellidae Johnson & Austin, 2021
  - Janzenella[3]
- Neuroscelionidae Johnson & Austin, 2021
  - † Brachyscelio, † Cenomanoscelio, Neuroscelio
- Nixoniidae Masner, 1976
  - Nixonia
- Platygastridae Haliday, 1833 — Платигастриды
  - 69 родов
- † Proterosceliopsidae Talamas, Johnson, Shih & Ren, 2019
  - † Proterosceliopsis
- Scelionidae Haliday, 1839 — Сцелиониды
  - 176 родов
- Sparasionidae Dahlbom, 1858
  - Archaeoteleia, † Electroteleia, Mexon, Listron, Sceliomorpha, Sparasion

В 2023 году обнаружено ещё одно новое ископаемое семейство:
- † Caradiophyodidae Poinar & Vega, 2023
  - † Caradiophyodus
    - † Caradiophyodus saradae